# 曼努埃尔·乌加特
曼努埃尔·乌加特·里韦罗（西班牙語：Manuel Ugarte Ribeiro，發音：[maˈnwel uˈɣaɾte]；2001年4月11日—），乌拉圭男子足球运动员，司职中场。現效力於英超球隊曼聯，亦為烏拉圭國家足球隊成員。他曾代表乌拉圭国家队参加2022年国际足联世界杯，结果队伍止步小组赛阶段。

## 球會生涯

### 鳳凰
烏加迪為烏拉圭球會凤凰的青訓球員，並於15歲的時候獲提升至一隊。他於2016年12月4日於聯賽以後備身份登場，為他的地標戰，並協助進擊敗對手。烏加迪早年為前鋒，及後發展成為防守中場。
烏加迪在18歲的那年，即2019年，成為球隊隊長，並且同年3月10日取得職業生涯的首個入球。

### 法馬利康
2020年12月29日，烏加迪加盟葡超球會法马利康，雙方簽約5年。法馬利康以300萬歐元收購烏加迪80%經濟權利。他於2021年1月17日為法馬利康首度上陣，並於同年2月21日取得首個葡超入球。

### 士砵亭
2021年8月9日，葡超球隊士砵亭宣佈烏加迪加盟，雙方簽約5年 。士砵亭以650萬歐元收購其50%經濟權利。他於加盟球隊後的五天，即8月14日，以後備身分為士砵亭首次上陣。他亦於2022年1月2日攻入於士砵亭的首個入球。
烏加迪本為士砵亭的後備球員，但由於受傷，烏加迪成為球隊主力，他的快速適應和表現令人留下深刻印象，亦獲得領隊的讚賞。

### 巴黎聖日耳門
於葡超經歷了兩個球季後，法甲球隊巴黎聖日耳門於2023年7月7日宣佈烏加迪加盟，雙方簽約5年。據報巴黎聖日耳門啟動了6000萬歐元的違約金條款。他於同年8月12日為球隊首次上陣。烏加迪於加盟首兩個月表現出色，獲得法甲8月最佳球員的提名，以及受到法國媒體的高度讚賞。然而，於10月起，烏加迪逐漸失去主力位置，原因是領隊認為其踢法不適合自己的戰術風格。於賽季餘下時間，烏加迪都只是以後備身分上陣。

### 曼聯
乌加尔特于2024年8月30日签约英超俱乐部曼联，签订了一份五年合同，并且有延长一年合同的选择权。转会费据报道为5000万欧元，可能通过附加条款增加到6000万欧元。他于9月14日为曼联首次亮相，在3-0战胜南安普顿的比赛中出场17分钟。

## 國家隊生涯

### 青年隊生涯
烏加迪代表烏拉圭 20 歲以下級別，總共出賽 5 次。 2019 年 12 月 29 日，烏加迪入選2020東京奧運附加賽 23 人最終名單。這次比賽，他打滿了九場比賽中的七場，並在決賽周以1-1戰平巴西隊的比賽中入球。

### 一隊生涯
2021年3月5日，烏加特入選烏拉圭一隊35人預選賽陣容，參加2022年世界盃預選賽對阿根廷和玻利維亞的比賽。然而，出於對COVID-19大流行的擔憂，南美洲足球協會第二天暫停了這些比賽。2021年9月 5日，他在4-2戰勝玻利維亞的比賽中在第70分鐘以後備身分登場，完成一隊地標戰。

## 榮譽
球會
 士砵亭
- 葡萄牙聯賽盃冠軍：2021–22[8]

 巴黎聖日耳門
- 法國甲組足球聯賽冠軍: 2023 - 24
- 法國盃冠軍: 2023 - 24

國家隊
 烏拉圭
- 美洲國家盃季軍：2024

個人
- 烏拉圭足球甲級聯賽 年度最佳阵容：2019[9]